# Джефф Голдблюм
Джеффрі Лінн «Джефф» Ґолдблюм (англ. Jeffrey Lynn «Jeff» Goldblum; нар. 22 жовтня 1952, Піттсбург, штат Пенсільванія) — американський актор. Найбільш відомий ролями Сета Брандла в фільмі «Муха», доктора Яна Малкольма в серії фільмів «Парк Юрського періоду», а також Девіда Левінсона у фільмах «День незалежності» і «День незалежності: Відродження».
Номінант на премії «Еммі» і «Оскар».

## Раннє життя
Джефф Ґолдблюм народився в Піттсбурзі, штат Пенсильванія, в сім'ї Ширлі (англ. Shirley), радіо-диктора, яка пізніше управляла фірмою з продажу кухонного обладнання, і Гарольда (англ. Harold Goldblum), лікаря. У Джеффа є сестра Памела (англ. Pamela) і старший брат Лі (англ. Lee). Ще один старший брат, Рік (англ. Rick), помер у віці 23 років. Дідусь Голдблюма по батьківській лінії — Йосип Поварчик, пізніше взяв прізвище Голдблюм, емігрував з Білорусі, з Мінська — в 1911 році. Дідусь по материнській лінії — Самуель Луїс Темелес емігрував до США в 1910 році з Золочева, тоді Австро-Угорщини, нині Львівської області України. Його предки були ортодоксальними євреями.
Батьки Джеффа цікавилися шоу-бізнесом, і той у віці 17 років переїхав до Нью-Йорка, щоб стати актором. Ґолдблюм працював на сцені і вивчав акторську майстерність у знаменитій школі «Neighborhood Playhouse» під керівництвом Сенфорд Мейснера. Його дебют на Бродвейських підмостках відбувся в п'єсі «Два веронці». Голдблюм також досвідчений джазовий піаніст і одного разу заявив, що, якби не акторська кар'єра, то він став би музикантом.

## Кар'єра
Його кінодебют відбувся в 1974 році у фільмі «Жага смерті». Роком пізніше він з'явився в епізодичній ролі в серіалі «Коломбо». Також у нього були головні ролі в таких фільмах як «Муха», «День незалежності», «Земні дівчата легкодоступні», «Довгов'язий» і «Загублений світ». Він широко відомий своїми ролями в таких фільмах, як «Велике нещастя», «В ночі», «Парк Юрського періоду». У Голдблюма також була важлива другорядна роль в культовому фільмі «Пригоди Бакару Банзая у 8-му вимірі».
Протягом декількох років Джефф озвучував більшість американських реклам корпорації Apple, включаючи рекламні ролики для iMac і iBook. Він також озвучував американську рекламу Toyota, так само як і лінії кремів фірми Procter & Gamble. Крім того, він показувався по ірландському телебаченню в рекламі для Національної Лотереї (англ. National Lottery).
15 червня 2018 року на Алеї слави Голлівуду в Лос-Анджелесі (штат Каліфорнія) була відкрита іменна зірка Джеффа Ґолдблюма.

## Особисте життя
Ґолдблюм був одружений тричі. З 1980 по 1986 він був одружений з Патрицією Гоул (англ. Patricia Gaul). Пізніше він одружився з Джиною Девіс, разом з якою грав головні ролі у фільмі «Муха». Шлюб з Джиною протримався всього три роки (1987–1990). Разом вони зіграли ще раз у комедії «Земні дівчата легкодоступні» (1988). Джефф стверджує, що підтримував хорошу дружбу з нею в наступні роки, сказавши при цьому: «Вона — хороша людина і чудова актриса».
8 листопада 2014 року Джефф Ґолдблюм одружився з гімнасткою Емілі Лівінгстон (тепер Емілі Ґолдблюм), з якою він до того зустрічався 3 роки. Наразі у подружжя двоє синів: Чарлі Оушен Ґолдблюм (нар. 04.07.2015 р.) та Рівер Джо Ґолдблюм (нар. 07.04.2017 р.).

## Фільмографія

### Кінофільми
| Рік  |     | Українська назва                            | Оригінальна назва                                          | Роль                                       |
| ---- | --- | ------------------------------------------- | ---------------------------------------------------------- | ------------------------------------------ |
| 1974 | ф   | Жага смерті                                 | Death Wish                                                 | хуліган                                    |
| 1974 | ф   | Каліфорнійський покер                       | California Split                                           | Ллойд Гарріс                               |
| 1975 | ф   | Нешвілл                                     | Nashville                                                  | чоловік на триколісному мотоциклі          |
| 1977 | ф   | Енні Холл                                   | Annie Hall                                                 | гість на вечірці                           |
| 1977 | ф   | Страж                                       | The Sentinel                                               | Джек                                       |
| 1977 | ф   | Між рядками                                 | Between the Lines                                          | Макс Арлофт                                |
| 1978 | ф   | Вторгнення викрадачів тіл                   | Invasion of the Body Snatchers                             | Джек Беллічек                              |
| 1978 | ф   | Слава Богу, сьогодні п'ятниця               | Thank God It's Friday                                      | Тоні Ді Марко                              |
| 1978 | ф   | Пам’ятай моє ім’я                           | Remember My Name                                           | Містер Надд                                |
| 1983 | ф   | Справжні чоловіки                           | The Right Stuff                                            | рекрутер                                   |
| 1983 | ф   | Велике розчарування                         | The Big Chill                                              | Майкл Голд                                 |
| 1984 | ф   | Пригоди Бакару Банзая у 8-му вимірі         | The Adventures of Buckaroo Banzai Across the 8th Dimension | доктор Сідні Цвайбель / «Нью-Джерсі»       |
| 1985 | ф   | Сільверадо                                  | Silverado                                                  | Слік                                       |
| 1985 | ф   | У ночі                                      | Into the Night                                             | Ед Окін                                    |
| 1985 | ф   | Трансільванія 6-5000                        | Transylvania 6-5000                                        | Джек Гаррісон                              |
| 1986 | ф   | Муха                                        | The Fly                                                    | Сет Брандл                                 |
| 1987 | ф   | За межами терапії                           | Beyond Therapy                                             | Пруденс                                    |
| 1988 | ф   | Таємниця золотих пірамід                    | Vibes                                                      | Нік Дізі                                   |
| 1988 | ф   | Земні дівчата легкодоступні                 | Earth Girls Are Easy                                       | Мак                                        |
| 1989 | ф   | Муха 2                                      | The Fly II                                                 | Сет Брандл (архівні кадри)                 |
| 1989 | ф   | Довгов'язий                                 | The Tall Guy                                               | Декстер Кінг                               |
| 1989 | ф   | Сон божевільної мавпи                       | El sueño del mono loco                                     | Ден Гілліс                                 |
| 1990 | ф   | Містер Фрост                                | Mister Frost                                               | містер Фрост                               |
| 1992 | ф   | Гравець                                     | The Player                                                 | у ролі самого себе                         |
| 1992 | ф   | Під прикриттям                              | Deep Cover                                                 | Девід Джейсон                              |
| 1992 | ф   | Батько і син                                | Fathers & Sons                                             | Макс Фіш                                   |
| 1992 | ф   | The Favour, the Watch and the Very Big Fish | The Favour, the Watch and the Very Big Fish                | Піаніст                                    |
| 1993 | ф   | Парк Юрського періоду                       | Jurassic Park                                              | Ян Малкольм                                |
| 1995 | ф   | Дев'ять місяців                             | Nine Months                                                | Шон Флетчер                                |
| 1995 | ф   | Пудра                                       | Powder                                                     | Дональд Ріплі                              |
| 1995 | ф   | Притулок                                    | Hideaway                                                   | Хетч Гаррісон / Уріель                     |
| 1996 | ф   | День незалежності                           | Independence Day                                           | Девід Левінсон                             |
| 1996 | ф   | Час скажених псів                           | Mad Dog Time                                               | Міккі Голлідей                             |
| 1996 | ф   | Великий білий обман                         | The Great White Hype                                       | Мітчелл Кейн                               |
| 1997 | ф   | Парк Юрського періоду 2: Загублений світ    | The Lost World: Jurassic Park                              | Ян Малкольм                                |
| 1998 | ф   | Святоша                                     | Holy Man                                                   | Рікі Хейман                                |
| 1998 | мф  | Принц Єгипту                                | The Prince of Egypt                                        | Аарон (озвучення)                          |
| 1998 | ф   | Ласкаво просимо до Голлівуду                | Welcome to Hollywood                                       | у ролі самого себе                         |
| 1999 | док | Запечені в Америці                          | Barenaked in America                                       | у ролі самого себе                         |
| 2000 | ф   | Недотепи                                    | Chain of Fools                                             | Авнет                                      |
| 2000 | ф   | Один з Голлівудської десятки                | One of the Hollywood Ten                                   | Герберт Біберман                           |
| 2000 | ф   | Збіг обставин                               | Auggie Rose                                                | Джон К. Нолан                              |
| 2001 | ф   | Коти проти собак                            | Cats & Dogs                                                | професор Чарльз Броуді                     |
| 2001 | ф   | Парфюм                                      | Perfume                                                    | Джеймі                                     |
| 2001 | ф   | Фестиваль у Каннах                          | Festival in Cannes                                         | камео                                      |
| 2002 | ф   | Ігбі йде на дно                             | Igby Goes Down                                             | Бейнс                                      |
| 2003 | ф   | Даллас 362                                  | Dallas 362                                                 | Боб                                        |
| 2003 | ф   | Spinning Boris                              | Spinning Boris                                             | Джордж Гортон                              |
| 2004 | ф   | Водне життя зі Стівом Зіссу                 | The Life Aquatic with Steve Zissou                         | Алістер Хеннесі                            |
| 2005 | ф   | Історії загублених душ                      | Stories of Lost Souls                                      | у ролі самого себе (сегмент "Supermarket") |
| 2006 | ф   | Фей Грім                                    | Fay Grim                                                   | агент Фулбрайт                             |
| 2006 | ф   | Перший раз Міні                             | Mini's First Time                                          | Майк Руделл                                |
| 2006 | ф   | Людина року                                 | Man of the Year                                            | Стюарт                                     |
| 2006 | ф   | Піттсбург                                   | Pittsburgh                                                 | у ролі самого себе                         |
| 2008 | ф   | Воскресіння Адама                           | Adam Resurrected                                           | Адам Штайн                                 |
| 2010 | ф   | Ранковий підйом                             | Morning Glory                                              | Джеррі Барнс                               |
| 2010 | ф   | Більше, ніж друг                            | The Switch                                                 | Леонард                                    |
| 2012 | мф  | Замбезія                                    | Zambezia                                                   | Аякс (озвучення)                           |
| 2013 | ф   | Вік-енд у Парижі                            | Le Week-End                                                | Морган                                     |
| 2014 | ф   | Готель «Гранд Будапешт»                     | The Grand Budapest Hotel                                   | Ковакс                                     |
| 2015 | док | Єдність                                     | Unity                                                      | оповідач                                   |
| 2015 | ф   | Мордекай                                    | Mortdecai                                                  | Мілтон Крампф                              |
| 2016 | ф   | День незалежності 2                         | Independence Day: Resurgence                               | Девід Левінсон                             |
| 2017 | ф   | Вартові галактики 2                         | Guardians of the Galaxy Vol. 2                             | Ґрандмастер                                |
| 2017 | ф   | Тор 3: Раґнарьок                            | Thor: Ragnarok                                             | Ґрандмастер                                |
| 2018 | мф  | Острів собак                                | Isle of Dogs                                               | Дюк (озвучення)                            |
| 2018 | ф   | Світ Юрського періоду 2                     | Jurassic World: Fallen Kingdom                             | доктор Ян Малкольм                         |
| 2018 | ф   | Готель «Артеміда»                           | Hotel Artemis                                              | Ніаґара                                    |
| 2018 | ф   |                                             | The Mountain                                               | доктор Уоллес Файнс                        |
| 2021 | мф  | Бебі бос 2                                  | The Boss Baby 2                                            | доктор Армстронг (озвучення)               |
| 2022 | ф   | Світ юрського періоду 3                     | Jurassic World: Dominion                                   | доктор Ян Малкольм                         |
| 2023 | ф   | Місто астероїдів                            | Asteroid City                                              | прибулець                                  |
| 2024 | ф   | Wicked: Чародійка                           | Wicked                                                     | Чарівник Оз                                |
| 2025 | ф   | Wicked: Чародійка 2                         | Wicked: For Good                                           | Чарівник Оз                                |

### Телебачення
| Рік       |    | Українська назва                       | Оригінальна назва                    | Роль                                                                 |
| --------- | -- | -------------------------------------- | ------------------------------------ | -------------------------------------------------------------------- |
| 1980      | тф | Легенда про Сонну лощину               | The Legend of Sleepy Hollow          | Ікабод Крейн                                                         |
| 1982      | тф | Репетиція вбивства                     | Rehearsal for Murder                 | Лео Гіббс                                                            |
| 1987      | тф | Історія життя                          | Life Story                           | Джеймс Вотсон                                                        |
| 1990      | тф | Framed                                 | Framed                               | Вайлі                                                                |
| 1990—1991 | мс | Команда рятувальників Капітана Планети | Captain Planet and the Planeteerss   | Шкідливий Скумм (5 епізодів)                                         |
| 1996      | мс | Сімпсони                               | The Simpsons                         | МакАртур Паркер (епізод "A Fish Called Selma")                       |
| 2002      | мс | Король гори                            | King of the Hill                     | доктор Вайзоса (епізод "The Substitute Spanish Prisoner")            |
| 2003      | с  | Друзі                                  | Friends                              | Леонард Гейз (епізод "The One with the Mugging")                     |
| 2005      | с  | Вілл і Грейс                           | Will & Grace                         | Скотт Вулі (3 епізоди)                                               |
| 2009—2010 | с  | Закон і порядок: Злочинні наміри       | Law & Order: Criminal Intent         | детектив Зак Ніколс (24 епізоди)                                     |
| 2012      | с  | Хор                                    | Glee                                 | Хірам Беррі (2 епізоди)                                              |
| 2012—2015 | с  | Портландія                             | Portlandia                           | різні ролі (5 епізодів)                                              |
| 2014      | с  | Події минулого тижня з Джоном Олівером | Last Week Tonight with John Oliver   | коп (епізод)                                                         |
| 2015      | с  | Усередині Емі Шумер                    | Inside Amy Schumer                   | присяжний Форман (епізод "12 Angry Men Inside Amy Schumer")          |
| 2016      | с  | Незламна Кіммі Шмідт                   | Unbreakable Kimmy Schmidt            | доктор Дейв (епізод "Kimmy Meets a Celebrity!")                      |
| 2019      | с  | Геппі!                                 | Happy!                               | Бог (епізод "Resurrection")                                          |
| 2019—2022 | с  |                                        | The World According to Jeff Goldblum | ведучий (22 епізоди)                                                 |
| 2020      | с  | Королівські перегони Ру Пола           | RuPaul's Drag Race                   | гостьовий суддя (епізод "Choices 2020")                              |
| 2021      | мс | Що як…?                                | What If...?                          | Ґрандмастер (епізод "Тор був би єдиною дитиною?")                    |
| 2022      | с  |                                        | Search Party                         | Таннел Квін (6 епізодів)                                             |
| 2023      | мс | Що як…?                                | What If...?                          | Ґрандмастер (епізод "Залізна Людина зіткнулася б із Гросмейстером?") |
| 2024      | с  | Каос                                   | Kaos                                 | Зевс (8 епізодів)                                                    |